# Goldwyn Picture Corporation
Goldwyn Picture Corporation (kurz Goldwyn Pictures) war eine US-amerikanische Filmproduktionsgesellschaft, die 1916 von Samuel Goldwyn, Edgar Selwyn und Archibald Selwyn gegründet wurde. Die Firma ging 1924 in der Metro-Goldwyn-Mayer auf.

## Geschichte
Die Goldwyn Pictures wurden am 19. November 1916 vom Produzenten Samuel Goldfish und seinen Partnern Edgar und Archibald Selwyn, zwei Broadway-Produzenten, gegründet. Ebenfalls an der Gründung beteiligt waren die Autoren Margaret Mayo und Arthur Hopkins. Der Name „Goldwyn“ entstand als Amalgamierung der Namen „Goldfish“ (Goldwyns eigentlicher Name, und zwar amerikanisiert und idealisiert, denn er hieß eigentlich „Gelbfisz“) und „Selwyn“. Goldfish mochte den Namen so sehr, dass er selbst den Namen „Samuel Goldwyn“ annahm.
Das erste Studio mieteten die Produzenten von den Solax Studios, die ihre Einrichtungen in Fort Lee, New Jersey hatten. Bald jedoch zogen die Goldwyn Pictures innerhalb von Fort Lee in die 1915 erbauten, größeren Universal-Studios an der Main Street um. 1920 erwarb das Unternehmen die ehemaligen Triangle Studios in Culver City und mietete in New York City zwei weitere Studios an. Der Betrieb in Fort Lee wurde damit praktisch eingestellt.
Die künstlerisch interessantesten Filme, die die Goldwyn Pictures hervorbrachten, waren The Penalty (1920), The Ace of Hearts (1921), Souls for Sale (1923) und Wild Oranges (1924).
Sam Goldwyn blieb innerhalb des Unternehmens lange Zeit die dominante Persönlichkeit, von 1922 an zog er sich jedoch zurück. Ob dieser Rückzug freiwillig erfolgte oder erzwungen wurde, ist in der Literatur umstritten. 1923 gründete er sein eigenes Unternehmen, die Samuel Goldwyn Productions.
Der Weggang ihres fähigsten Managers brachte die Goldwyn Pictures in finanzielle Schwierigkeiten. Die Kontrolle übernahm schließlich Lee Shubert; gleichzeitig begann auch Marcus Loew – Eigentümer der Loews Theatres und der Metro Pictures Corporation – Einfluss auf das marode Unternehmen zu nehmen. Auf seine Initiative hin wurden die Goldwyn Pictures 1924 mit der Metro Pictures Corporation und den Louis B. Mayer Pictures zusammengeschlossen und bildeten die Metro-Goldwyn-Mayer. Die Goldwyn Pictures trugen zu dieser Union neben bedeutenden Studioanlagen in Culver City auch das Firmenlogo – Leo the Lion (zu Deutsch: Leo, der Löwe) – bei.

### Leo, der Löwe
Ebenfalls ab 1957 wurde Der auch heute noch im Vorspann aller MGM-Filme gezeigte Löwe „Leo“ wurde ursprünglich bereits 1921 als Markenzeichen von Samuel Goldwyns Goldwyn Picture Corporation eingeführt. Kreiert wurde der Löwenkopf mit dem ihn umgebenden Filmband mit dem Wahlspruch „Ars Gratia Artis“ (deutsch: „Kunst um der Kunst willen“) über der Thalia-Maske mit Efeuranken – Muse und Beschützerin der/des Theater/s – vom Publizisten und Pressesprecher des Studios (und später MGM) Howard Dietz. Er ließ sich dazu vom Maskottchen „seiner Alma Mater“, der Columbia University of New York, inspirieren.
Obwohl der Löwe immer „Leo“ hieß, gab es verschiedene Repräsentanten: Der erste, eingesetzt 1921–1928 in der Stummfilmzeit, kam 1917 aus dem Sudan in die USA und wurde „Slats“ von seinem Tiertrainer Volney Phifer gerufen. Mangels Ton konnten die damaligen Zuschauer das Röhren des Löwen nicht hören – sich aber gut vorstellen. 1936 verstarb Slats und bekam seine letzte Ruhestätte auf der Tierfarm von Phifer in Gilette, New Jersey.
Neben diesem „Filmbegrüßungsauftritt“ wurde bei über 2000 Auftritten in der Öffentlichkeit das „offizielle Studiomaskottchen“ gezeigt. Es waren verschiedene Tiere, die mitunter auch angemietet wurden. Der nächste Löwe, der es ins Logo schaffte, war 1928 „Jackie“. Er war es, der erstmals den aufgezeichneten Röhrer von „Leo, dem Löwen“ hören ließ zum Vorspann von White Shadows in the South Seas (Weiße Schatten, 1928). Dies ist zwar ein Stummfilm, aber das Röhren wurde von einem Phonographen abgespielt, sobald das Löwenkopflogo auf der Leinwand erschien. Jackie wurde 1928–1956 vor allen Schwarzweißfilmen gezeigt und er war es auch, der als Erster 1932 in Technicolor auf sein Publikum herabblickte.
Als MGM 1934 die Produktion komplett auf das 4. Technicolor-Verfahren umstellte, wurde „Tanner“ der nächste Löwe im Filmlogo und blieb es in allen Technicolor-Produktionen bis 1956. „Jackie“ blieb daneben weiterhin im Einsatz. Auch mit Einführung des CinemaScope-Breitbildes 1953 änderte sich nichts daran.
Erst 1956 gab es wieder kleine Veränderungen: Der Namensschriftzug des Studios – von Anfang an unterhalb der Thalia-Maske und der Efeuranken in einem Kasten – wanderte nun nach oben über Leos Kopf und dieser selbst bekam eine kräftigere Mähne. Der erste Einsatz erfolgte im Vorspann der Tom & Jerry-Zeichentrickfilme 1957. Ebenfalls ab 1957 wurde für die Worte Metro und Mayer das gleiche M verwendet; bis ins Vorjahr wiesen die beiden Namen zwei typographisch unterschiedliche Varianten auf.
Leo selbst wurde Teil einer Ende der 1990er produzierten 13-folgigen Fernsehserie, The Lionhearts, welche es allerdings nie nach Mitteleuropa schaffte. Dennoch erfreute sich auch diese Serie großer Beliebtheit, zumal sie sich um Leos Familie dreht.
2021 wurde der bisher immer real gefilmte Löwe im Logo durch eine CGI-Version ersetzt.

## Filmografie (Auswahl)
- 1917 – The Cinderella Man (Regie: George Loane Tucker), mit Mae Marsh
- 1918 – Our Little Wife (Edward Dillon), mit Madge Kennedy
- 1918 – Just for Tonight (Charles Giblyn), mit Tom Moore
- 1919 – The World and Its Woman (Frank Lloyd), mit Geraldine Farrar
- 1919 – Flame of the Desert (Reginald Barker), mit Geraldine Farrar
- 1919 – Jubilo (Clarence G. Badger), mit Will Rogers
- 1920 – Water, Water Everywhere (Clarence G. Badger), mit Will Rogers
- 1920 – The Strange Boarder (Clarence G. Badger), mit Will Rogers
- 1920 – The Woman and the Puppet (Reginald Barker), mit Geraldine Farrar
- 1920 – The Penalty (Wallace Worsley), mit Lon Chaney, Charles Clary und Doris Pawn
- 1920 – Honest Hutch (Clarence G. Badger), mit Will Rogers
- 1920 – The Man Who Had Everything (Alfred E. Green)
- 1920 – What Happened to Rosa (Victor Schertzinger), mit Mabel Normand
- 1921 – A Tale of Two Worlds (Frank Lloyd)
- 1921 – The Ace of Hearts (Wallace Worsley), mit Lon Chaney
- 1921 – Doubling for Romeo (Clarence G. Badger), mit Will Rogers
- 1922 – Sherlock Holmes (Albert Parker), mit John Barrymore
- 1922 – Head Over Heels (Paul Bern, Victor Schertzinger), mit Mabel Normand
- 1922 – Mr. Barnes of New York (Victor Schertzinger), mit Tom Moore
- 1922 – The Sin Flood (Frank Lloyd)
- 1923 – The Christian (Maurice Tourneur)
- 1923 – Der Markt der Seelen (Rupert Hughes), mit Eleanor Boardman
- 1923 – Red Lights (Clarence G. Badger), mit Marie Prevost
- 1924 – Wild Oranges (King Vidor), mit Virginia Valli und Frank Mayo
- 1924 – Wer war der Vater? (Name the Man) (Victor Sjöström), mit Mae Busch und Conrad Nagel